# Evaristo Isasi
Evaristo Isasi (26 d'octubre de 1955) és un exfutbolista paraguaià.

## Selecció del Paraguai
Va formar part de l'equip paraguaià a la Copa del Món de 1986.